# Ожье де Монморанси-Вастин
Ожье де Монморанси (фр. Ogier de Montmorency; ум. 14 сентября 1523), сеньор де Вастин — основатель линии Монморанси-Вастин, принцев де Робек.
Второй сын Луи I де Монморанси-Фоссё и Маргариты де Вастин.
27 марта 1490, после смерти матери, заключил со старшим братом Роланом соглашение о разделе наследства, дополненное новым договором в феврале 1494, получив сеньорию Вастин.
В 1495 подарил церкви Сент-Этьен де Берсе витраж с изображениями своим и своей жены, гербом линии Монморанси-Ваттин, боевым кличем семьи Dieu en ayde au premier chrétien и гербовым девизом Монморанси ΑΠΛΑΝΟΣ («безупречный», «неуклонный»).

## Семья
Жена (6.04.1486): Анна де Вандежи, дочь Санса, сеньора де Ванделе и Вандежи, и Жанны де Бофор де Грантен
Дети:
- Маргарита де Монморанси (р. 4.10.1487). Муж: Адриен де Водрикур
- Жан I де Монморанси-Вастин (1488—1538). Жена (28.01.1518): Анна де Блуа-Трелон (ум. 1558), дочь Луи де Блуа, сеньора де Трелон, и Жанны де Линь
- Луиза де Монморанси (р. 24.10.1491)
- Ролан де Монморанси (12.07.1493 — 1516/1517). Был холост
- Жанна де Монморанси (р. 1.08.1494), монахиня в Гилленгеме
- Франсуа де Монморанси (р. 4.10.1495), ум. юным

Бастарды:
- Жанна, бастард де Монморанси (ум. после 1552). Муж (1528): Луи де Корд, сеньор де Ла-Шапель
- Жан, бастард де Монморанси (ум. после 12.06.1552), конюший-сеньор дю Шатле. Жена (1538): Маргарита ван Вассенар, дочь Эркюля ван Вассенара. Детей не имел, завещал свои владения сестре